# NewPipe
NewPipe是一款適用於Android設備的免費和開源媒體播放器應用程序，最著名的是它是一個非官方的YouTube客戶端。它可在F-Droid官方的軟件庫中獲得, 也可以在NewPipe的F-Droid軟件庫中獲得 ,或從GitHub發布頁面獲得。它旨在作為官方YouTube應用程序的 "尊重隱私"的替代品。

## 版本歷史
NewPipe最初於2015年9月4日發布了0.3版本，由Christian Schabesberger創建。值得注意的更新包括：
- 搜索和播放YouTube影片（自0.3起）
- 下載影片和音頻（自0.3起）
- 只播放影片的音頻（自0.4.1起）
- 顯示類似的影片（自0.6起）
- 支持顯示YouTube影片（自0.8.5）。
- 一個彈出式播放器（自0.8.12起），（自0.9.5起可調整大小）。
- 通過RSS訂閱頻道（自0.10.0）。
- 支持顯示網站，如YouTube的 "趨勢 "部分（自0.11.0起）
- 支持SoundCloud（自0.11.5）。
- 本地播放列表和字幕（自0.12.0起）
- YouTube直播和訂閱的前/導入（自0.13.0起）
- 支持MediaCCC（自0.16.0起）
- 顯示評論（但不包括評論回复）（自0.16.0起）
- 在最後停止的地方恢復影片流（自0.17.0起）
- 支持PeerTube（自0.18.0起）
- 基本的安Android電視支持（自0.19.3）。
- 支持Bandcamp (自0.21.0起)

## 技術
NewPipe不使用官方的YouTube API，而是在網站上爬取影片和元數據，如喜歡、不喜歡和瀏覽量。這樣做是故意的，以減少與Google共享的數據量。並且是一個獨立的項目。它也被用於免費和開源的應用程序SkyTube中。每當YouTube後端更新，使其與NewPipe不兼容時，影片就會因"無法解密影片URL"的錯誤而無法加載，直到支持更新後端的NewPipe更新發布。然而，當YouTube後端下次更新時，不兼容的情況又會出現。
在較新版本的應用程序中，提取器支持YouTube、SoundCloud、MediaCCC、PeerTube和Bandcamp。然而，SoundCloud、MediaCCC、PeerTube和Bandcamp的支持處於測試階段，所以它們可能並不總是能正常工作。 開發團隊表示，在2.0.0版本之前，他們進一步開發的主要重點是YouTube。
由於NewPipe訪問YouTube的方式沒有使用API或顯示廣告，如果它在Google Play商店提供，將與YouTube母公司Google的服務條款相衝突。

## 分歧
用戶反覆提出的功能要求之一，就是加入贊助商屏蔽，這是一種流行的免費和開源技術，可以讓NewPipe應用程序自動跳過（即阻止）影片的讚助部分。 然而，這一功能的要求被NewPipe的開發者拒絕，主要原因是廣告爲支持創作者的 "道德廣告"。然而，這導致了NewPipe分歧的產生，包括對贊助商模塊的支持，例如PipePipe。

## 筆記
1. ↑  在SoundCloud Beta問題下有一個解釋：即YouTube是團隊的主要優先事項，而不是Soundcloud。

## 外部鏈接
- 官方网站
- F-Droid资源库上的AndroidNewPipe
- GitHub上的NewPipe頁面